# Plectrocnemia hajastanica
Plectrocnemia hajastanica är en nattsländeart som beskrevs av Wolfram Mey och Jung 1986. Plectrocnemia hajastanica ingår i släktet Plectrocnemia och familjen fångstnätnattsländor. Inga underarter finns listade i Catalogue of Life.